# Як-100
Як-100 — советский опытный транспортный вертолёт одновинтовой схемы с рулевым винтом, построенный в 1948 году. Серийно не строился, так как проходивший испытания в это же время вертолёт Ми-1 показал более высокие характеристики[какие?]. Общая компоновка и внешний вид вертолёта схожи с Sikorsky R-5. Также известен под первоначальным обозначением Як-22.

## Тактико-технические характеристики
⠀

### Технические характеристики
- Экипаж: 1—2 человека
- Длина: 13,91 м
- Диаметр несущего винта: 14,50 м
- Диаметр хвостового винта: 2,60 м
- Масса
  - Пустого: 1805 кг
  - Максимальная взлётная: 2180 кг
- Двигатель: 1 ПД АИ-26ГРФЛ
- Мощность:
  - Взлетная: 1×575 л. с.
  - Номинальная: 1×420 л. с.

### Лётные характеристики
- Максимальная скорость: 170 км/ч
- Дальность полёта: 325 км
- Практический потолок: 5250 м
- Статический потолок: 2720 м